# Loenermark (Amsterdam)
Loenermark is een straat in Amsterdam-Noord.

## Geschiedenis en ligging
De straat kreeg per raadsbesluit van 27 oktober 1971 haar naam en werd vernoemd naar het natuurpark Loenermark in Gelderland. De straatnaam is een unicum in de buurt, want er zijn hier geen andere straat- en pleinnamen die refereren aan natuurparken. De straat ligt op een noord-zuid liggende strook tussen de Leeuwarderweg/Nieuwe Leeuwarderweg en de Waddenweg. Die langgerekte strook is voor driekwart omringd door water; de Waddenweg ligt dan weer op een dijklichaam. Om de wijk te kunnen bereiken moet men steevast over een brug of door een tunnel dan wel via op- en afritten. De straat en buurt is door de aanleg van de Metrolijn 52 (Noord/Zuidlijn) aan haar noordkant onherkenbaar gewijzigd met allerlei nieuwbouw (2000-2018).
Kunst in de openbare ruimte is er niet. Vanwege de autoluwe buurt is er ook geen openbaar vervoer door de straat.

### Buurt
Loenermark is tevens de naam van een buurt rond de gelijknamige straat. Hij ligt in een rechthoek tussen de Nieuwe Leeuwarderweg de IJdoornlaan, de Waddenweg en de Nieuwe Purmerweg.

## Bebouwing
De bebouwing valt in twee delen uiteen. Langs de zijde van de (Nieuwe) Leeuwarderweg staat een aantal hoogbouwflats (plint met dertien etages; circa 50 meter hoog) ontworpen door Leo de Jonge. De Jonge voorzag ze van diverse knikken zodat ze niet op woonblokken leken. Ze stammen uit de periode rond 1975. Aan de oostzijde van de straat staat laagbouw, die van later datum is (late jaren tachtig, begin jaren negentig).

## Kunstwerken
Dirk Sterenberg van de Dienst der Publieke Werken ontwierp voor de toegang tot de straat een aantal bouwkundige kunstwerken, zoals de Loenermarkbrug (brug 935) en Het Breedbrug (brug 957). Door de herinrichting van de wijk sneuvelde ook een aantal bruggen van hem, met name aan de kant van de IJdoornlaan. 

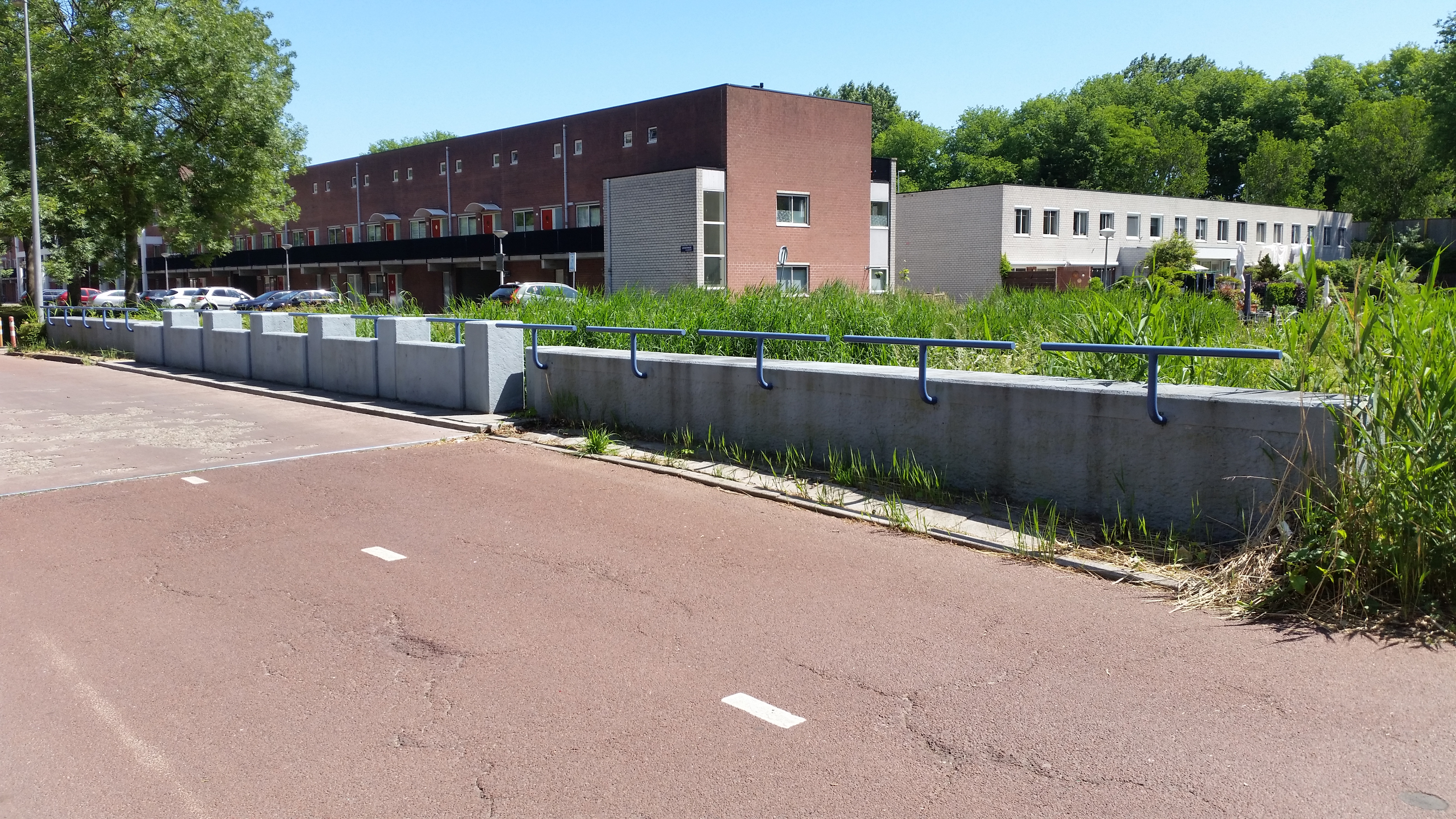
Laagbouw aan Loenermark met op de voorgrond Loenermarkbrug (mei 2020)

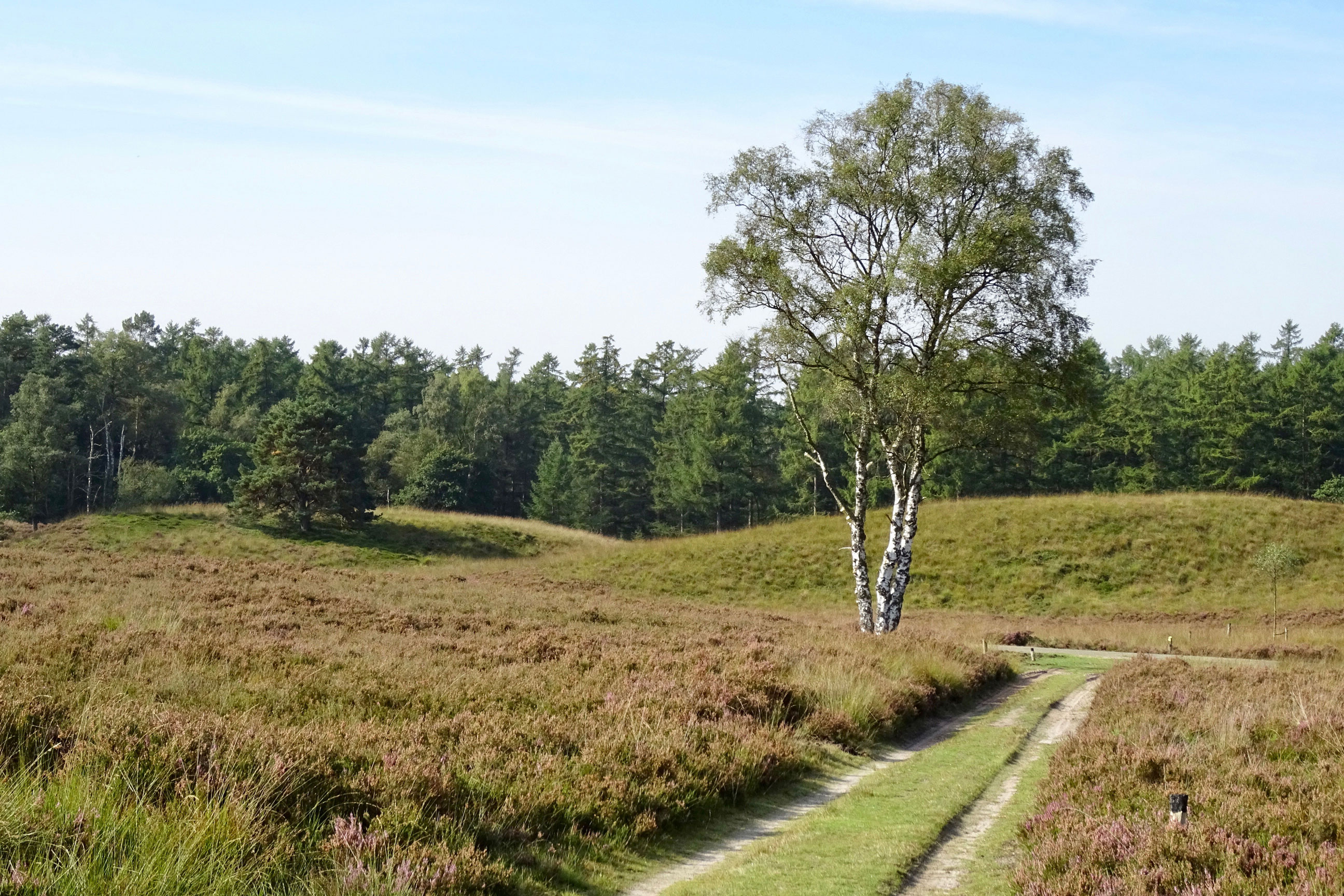
Natuurpark Loenermark in 2017